# 1485 Isa
1485 Isa è un asteroide della fascia principale. Scoperto nel 1938, presenta un'orbita caratterizzata da un semiasse maggiore pari a 3,0273880 UA e da un'eccentricità di 0,1098385, inclinata di 8,92419° rispetto all'eclittica.
L'asteroide prende il nome dal diminutivo del nome italiano Marisa.